# Phaenoglyphis heterocera
Phaenoglyphis heterocera är en stekelart som först beskrevs av Hartig 1841.  Phaenoglyphis heterocera ingår i släktet Phaenoglyphis, och familjen glattsteklar. Arten är reproducerande i Sverige.